# Marquisat de Camarasa
Pour les articles homonymes, voir Camarasa (homonymie).
Le marquisat de Camarasa a été créé en 1330 par Alphonse III d'Aragon en 1330 pour son fils Ferran. Le titre nobiliaire est recréé par le roi Charles Quint le 18 février de 1543 pour Diego les Cobos. De nos jours, ce titre, est intégré à la Maison de Medinaceli.

## Histoire
Le marquisat de Camarasa est un titre nobiliaire espagnol repris par le roi Charles Quint le 18 février 1543 pour Diego les Cobos, fils de Francisco de los Cobos y Molina, secrétaire universel de ce monarque, comme cadeau pour son mariage avec Francisca Luisa de Luna et Mendoza, seigneur de Camarasa, Ricla, Alfamén, Villafeliche, etc. Son nom se réfère à la commune catalane de Camarasa, dans la province de Lérida. La Maison des Cobos possédait dans le Royaume de Jaén les seigneries de Canena, Jimena, Sabiote et Torres. De nos jours, ce titre, est intégré à la Maison de Medinaceli.

### Sources et bibliographie
- (es) Cet article est partiellement ou en totalité issu de l’article de Wikipédia en espagnol intitulé « Marquesado de Camarasa » (voir la liste des auteurs).
- (ca) « Cinc cèntims d'història de les Terres del Marquesat », sur www.marquesat.org, Associació Cultural Terres del Marquesat (consulté le 13 février 2015)
- (es) « Camarasa », sur rutasconhistoria.es (consulté le 13 février 2015)
- (es) « Sarmiento de los Cobos » (consulté le 13 février 2015)